# Richard Pearson
Richard Pearson (Minneapolis, 3 novembre 1961) è un montatore statunitense.
Nel 2007 è stato candidato all'Oscar al miglior montaggio per United 93, che ha montato con Clare Douglas e Christopher Rouse.

## Filmografia

### Montatore

#### Cinema
- I Muppets venuti dallo spazio (Muppets from Space), regia di Tim Hill (1999)
- Bowfinger, regia di Frank Oz (1999)
- Chi ha ucciso la signora Dearly? (Drowning Mona), regia di Nick Gomez (2000)
- Bait - L'esca (Bait), regia di Antoine Fuqua (2000) – montatore aggiuntivo
- Scary Movie 2, regia di Keenen Ivory Wayans (2001)
- The Score, regia di Frank Oz (2001)
- Men in Black II, regia di Barry Sonnenfeld (2002)
- Il tesoro dell'Amazzonia (The Rundown), regia di Peter Berg (2003)
- The Bourne Supremacy, regia di Paul Greengrass (2004)
- A Little Trip to Heaven, regia di Baltasar Kormákur (2005)
- Rent, regia di Chris Columbus (2005)
- United 93, regia di Paul Greengrass (2006)
- Blades of Glory - Due pattini per la gloria (Blades of Glory), regia di Will Speck e Josh Gordon (2007)
- Agente Smart - Casino totale (Get Smart), regia di Peter Segal (2008)
- Quantum of Solace, regia di Marc Forster (2008)
- Iron Man 2, regia di Jon Favreau (2010)
- Safe House - Nessuno è al sicuro (Safe House), regia di Daniel Espinosa (2012)
- Red Dawn - Alba rossa (Red Dawn), regia di Dan Bradley (2012)
- Maleficent, regia di Robert Stromberg (2014)
- Dracula Untold, regia di Gary Shore (2014)
- The Accountant, regia di Gavin O'Connor (2016)
- Kong: Skull Island, regia di Jordan Vogt-Roberts (2017)
- Justice League, regia di Joss Whedon (2017)
- Godzilla II - King of the Monsters (Godzilla: King of the Monsters), regia di Michael Dougherty (2019)
- Wonder Woman 1984, regia di Patty Jenkins (2020)
- Godzilla vs. Kong, regia di Adam Wingard (2021) – montatore aggiuntivo
- Uncharted, regia di Ruben Fleischer (2022)
- The Accountant 2, regia di Gavin O'Connor (2025)

#### Televisione
- Miami Beach (South Beach) – serie TV, episodio 1x07 (1993)
- New York Undercover – serie TV, 22 episodi (1994-1997)
- Dalla Terra alla Luna (From the Earth to the Moon) – miniserie TV, 4 puntate (1998)

### Doppiatore
- Men in Black II, regia di Barry Sonnenfeld (2002)

## Riconoscimenti
- Premio Oscar
  - 2007 - Candidatura al miglior montaggio per United 93
- Primetime Emmy Awards
  - 1998 - Candidatura al miglior montaggio di una miniserie o film per la televisione single-camera per Dalla Terra alla Luna
- Premio BAFTA
  - 2007 - Miglior montaggio per United 93
- American Cinema Editors
  - 1999 - Candidatura al miglior montaggio di una puntata di una miniserie televisiva per Dalla Terra alla Luna
  - 2007 - Candidatura al miglior montaggio di un lungometraggio drammatico per United 93
- San Diego Film Critics Society
  - 2006 - Miglior montaggio per United 93
- Satellite Award
  - 2008 - Candidatura al miglior montaggio per Quantum of Solace